# Austra (île)
Austra est une île habitée, en mer de Norvège,  entre le comté de Trøndelag et le comté de Nordland en Norvège.

## Description
L'île de 88 km2 est partagée entre les municipalités de Bindal , Leka et Nærøysund. Austra est une île à la frontière entre le comté de Trøndelag et le comté de Nordland
Le village d'Årset se trouve sur la rive sud-est, le long de l'Årsetfjorden (en). Le village de Bogen se trouve sur la côte est de l'île où le pont le relie au continent. Le village de Horsfjord se trouve sur la côte nord. Le village de Gutvik se trouve sur la côte ouest.